# Zahorb, Boureni
Zahorb (în ucraineană Загорб) este un sat în comuna Sînevîrska Poleana din raionul Boureni, regiunea Transcarpatia, Ucraina.

## Demografie
Componența lingvistică a localității Zahorb
     Ucraineană (100%)
Conform recensământului din 2001, toată populația localității Zahorb era vorbitoare de ucraineană (100%).